# Герб Новосибирска
Герб Новосиби́рска — один из официальных символов (наряду с флагом) города Новосибирска.
Действующий герб утверждён решением городского совета Новосибирска от 23 июня 2004 года № 410. Решением Совета депутатов города Новосибирска от 22 апреля 2008 года № 940 «Об официальных символах города Новосибирска» предыдущее решение было признано утратившим силу, а в описание герба внесены некоторые изменения. Графическое изображение (рисунок) герба при этом осталось прежним.

## Описание
Герб города Новосибирска представляет собой геральдический щит, в скошенном слева зелёном и серебряном поле которого лазоревая левая перевязь, справа окаймлённая серебром, и поверх всего — нитевидный пояс, расторгнутый перевязью и сомкнутый присоединённым сверху золотым полукольцом. Щит увенчан золотой башенной короной о пяти видимых трёхконечных зубцах.
Щитодержатели — чёрные соболи с червлёными (красными) языками, серебряными носами, горлами и когтями; уши соболей внутри тоже серебряные.
Подножие — волнисто просеченная зелёная, лазоревая и серебряная лента с серебряной нитью, разделяющей зелень и лазурь; посередине на подножии — червлёный лук поверх двух чёрных, с червлёными наконечниками и оперением, опрокинутых стрел.

## Символика

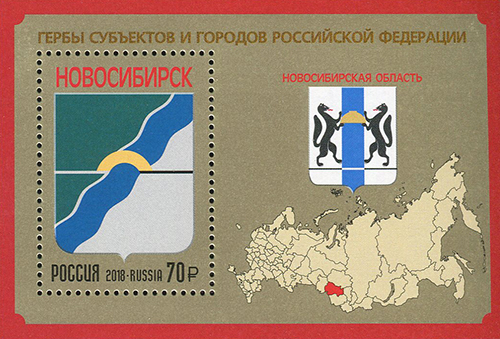
Почтовая марка, 2018 год. Гербы субъектов и городов Российской Федерации. Новосибирская область.

Голубая (лазоревая) перевязь с серебряными волнами символизирует реку Обь, чёрно-серебряный тонкий пояс — Транссибирскую магистраль. В месте пересечения перевязи и пояса помещено стилизованное изображение моста через реку (золотое полукольцо) — сооружения, ставшего основой для возникновения и развития города.
Количество зубцов на короне определяет статус города Новосибирска как областного центра. Соболи, лук и стрелы являются элементами исторического герба Сибири. Лента воспроизводит полосы флага города Новосибирска.
Бело-зелёная гамма герба города Новосибирска имеет давнюю историческую традицию для Сибири. Зелёный цвет (зелень) символизирует здоровье и природные богатства этого региона. Белый цвет (серебро) символизирует чистоту помыслов и снег, покрывающий город в течение длительного периода.

## История гербов Новосибирска

### Дореволюционный период (неофициальный герб)
Новосибирск долгое время не имел официального герба. На печатях Новониколаевского городского общественного управления в 1905—1913 годах изображался неофициальный герб: пересечённый щит, в верхней части которого находился герб Томска (тогда Новониколаевск относился к Томской губернии), в нижней — здание с арками и куполом, справа от которого помещался знак в виде буквы «J». В 1915 году эта печать была заменена печатью с томским гербом.

### Герб 1970 года

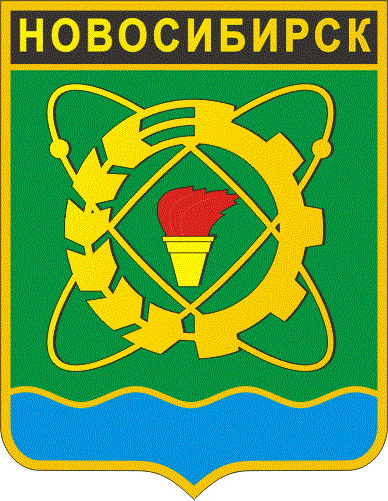
Герб Новосибирска (1970 год)

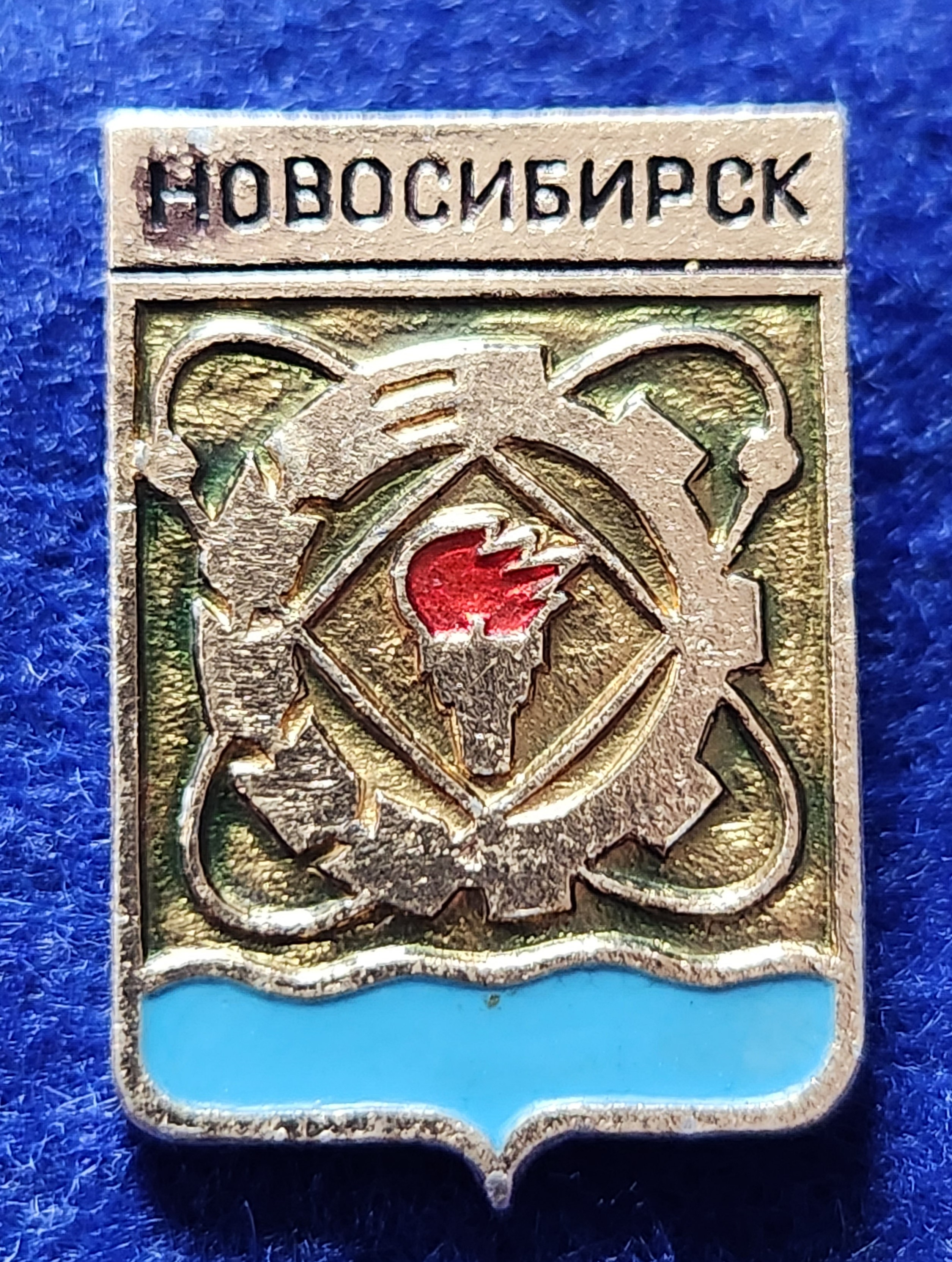
Новосибирск значок герб 1970

Первый официальный герб (эмблема) Новосибирска был принят горсоветом 23 декабря 1970 года. Автором герба был художник-гравёр завода «Бытэлектроприбор» В. С. Узбек.
Герб 1970 года представлял собой прямоугольный щит с заострённым основанием, в верхней части которого располагалась золотая надпись заглавными буквами «НОВОСИБИРСК». Основная часть поля щита — зелёного цвета, нижняя — голубого. Цвета символизируют необъятные просторы и природные богатства Сибири. Зелёная и голубая части разделены волнистой линией, символизирующей Обь.
В средней части щита на зелёном поле изображён факел, который символизирует великие революционные преобразования Сибири, проводимые советским народом под руководством ленинской партии коммунистов. Факел заключён в кольцо, левая половина которого представляет собой колос, правая — шестерню. Два вытянутых эллипса, оси которых совпадают с диагоналями щита, изображают электронные орбиты. Сами электроны изображены в виде маленьких кружочков на эллипсах. Шестерня, колос и орбиты движущихся электронов говорят, что Новосибирск — город большой промышленности, науки и культуры, символизирует нерушимое единство рабочих, крестьян и интеллигенции.

### Герб 1993 года

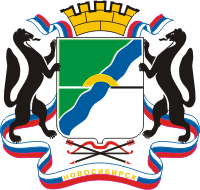
Герб Новосибирска (1993 год)

Решением № 1 Малого совета городского Совета народных депутатов 12 января 1993 года был утверждён новый герб Новосибирска. Новый герб представлял собой щит, скошенный голубой перевязью с серебряными волнами, идущей слева направо. Правое поле щита — зелёное, левое — серебряное. Щит пересекает тонкий пояс: в зелёном поле — серебряный, в серебряном — чёрный. Серебряная и чёрная части пояса соединяются золотым мостом в виде полукольца в середине щита. Щит увенчан золотой башенной короной с пятью зубцами. Щитодержатели — два черных соболя. Под щитом располагался перекрещенные червлёный лук, чёрные стрелы, перевитые бело-сине-красной лентой. Слева, справа и снизу герб окаймляет трёхцветная российская лента. На ленте золотом надпись — «НОВОСИБИРСК».

### Герб 2004 года
В 2004 году была принята новая редакция герба, доработанная в соответствии с рекомендациями Геральдического Совета при Президенте России. В новой редакции зубцы золотой короны приобрели по три вершины, а кирпичная кладка, составляющая корону, была прорисована более детально. Российский триколор был заменён лентой цвета флага Новосибирска.